# Papa Clemente VIII
Clemente VIII, em latim: Clemens VIII; (Fano, 24 de fevereiro de 1536 — Roma, 3 de março de 1605), nascido Ippolito Aldobrandini, foi o 231.º Papa da Igreja Católica e Soberano dos Estados Papais de 2 de fevereiro de 1592 até a sua morte em 1605. Nascido em Fano, Itália, para uma importante família florentina, ele inicialmente se destacou como advogado canônico antes de ser cardeal-sacerdote em 1585. Em 1592, foi eleito papa e recebeu o nome de Clemente. Durante seu papado, ele efetuou a reconciliação de Henrique IV de França à fé católica e foi fundamental na criação de uma aliança de nações cristãs para se opor ao Império Otomano na chamada Guerra Longa. Ele também julgou com êxito uma amarga disputa entre dominicanos e jesuítas sobre a questão da graça eficaz e do livre arbítrio. Em 1600, presidiu um jubileu que viu muitas peregrinações a Roma. Ele teve pouca pena de seus oponentes, presidindo o julgamento e a execução de Giordano Bruno e implementar medidas estritas contra residentes judeus dos Estados papais. Ele pode ter sido o primeiro papa a beber café. Clemente VIII morreu aos 69 anos em 1605 e seus restos mortais agora estão em Basílica de Santa Maria Maior.

## Início da vida
Ele era de uma família florentina e seguiu o pai como advogado canônico, tornando-se Auditor (juiz) da Rota Romana, o mais alto tribunal eclesiástico constituído pela Santa Sé. Ele foi ordenado sacerdote apenas aos 45 anos de idade e subiu ao Papa em mais 12 anos. Ele era um administrador eficaz, embora às vezes implacável.

## Cardeal

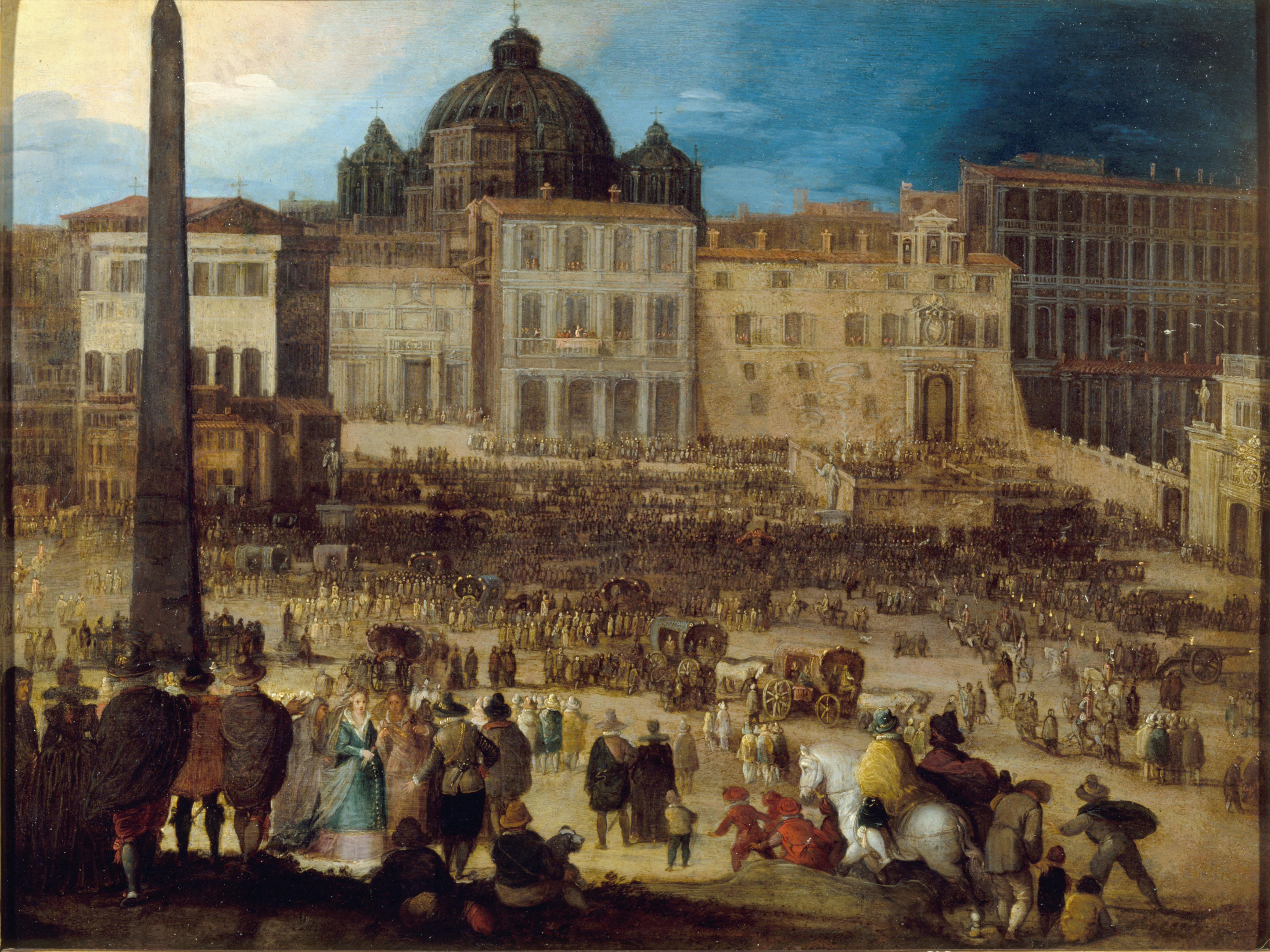
Eleição do Papa Clemens VIII em 1592, por Louis de Caullery, Petit Palais (Paris)

Ele foi nomeado cardeal-sacerdote de São Pancrácio em 1585 pelo Papa Sisto V, que o nomeou penitenciária principal em janeiro de 1586 e em 1588 o enviou como legado na Polônia. Ele se colocou sob a direção do reformador Philip Neri, que por trinta anos foi seu confessor. Aldobrandini conquistou a gratidão dos Habsburgos por seus bem-sucedidos esforços diplomáticos na Polônia para obter a libertação do arquiduque Maximiliano, o derrotado pretendente ao trono polonês.

## Papado

### Eleição
Após a morte do Papa Inocêncio IX (1591), ocorreu outro conclave tempestuoso, no qual uma minoria determinada de cardeais italianos não estava disposta a ser ditada por Felipe II de Espanha. Conhecida como muito inteligente, disciplinada e em sintonia com o funcionamento da Igreja, a eleição do cardeal Aldobrandini em 30 de janeiro de 1592 foi recebida como um portento de uma política papal mais equilibrada e liberal nos assuntos europeus. Ele adotou o nome não politizado de Clemente VIII. Ele provou ser um papa capaz, com uma capacidade ilimitada de trabalho, um olhar de advogado para os detalhes e um estadista sábio, cujo objetivo geral era a política de libertar o papado de sua dependência da Espanha.

### Clementine Vulgate
Em novembro de 1592, ele publicou a Clementine Vulgate. Foi publicado com o Bull Cum Sacrorum (9 de novembro de 1592), que afirmava que todas as edições subsequentes devem ser equiparadas a esta, nenhuma palavra do texto pode ser alterada nem leituras variantes impressas na margem. Esta nova versão oficial da Vulgata, conhecida como Clementine Vulgate" ou Vulgata Sixto-Clementine, tornou-se a Bíblia oficial da Igreja Católica.

### De Auxiliis controvérsia
Em 1597, ele estabeleceu a Congregatio de Auxiliis, que deveria resolver a controvérsia teológica entre a Ordem Dominicana e os jesuítas, sobre o respectivo papel da graça eficaz e do livre arbítrio. Embora o debate tendesse a condenar a insistência do molinismo no livre-arbítrio em detrimento da graça eficaz, a importante influência da Ordem dos Jesuítas - entre outras considerações - que, além do importante poder político e teológico da Europa, também possuía várias missões no exterior (Missões Jesuíticas na América do Sul, missões na China, etc.), levou o Papa a abster-se de uma condenação oficial dos jesuítas. Em 1611 e novamente em 1625, um decreto proibia qualquer discussão sobre o assunto, embora muitas vezes fosse evitado informalmente pela publicação de comentários sobre Tomás de Aquino.

### Jubileu de 1600
Durante o jubileu de 1600, três milhões de peregrinos visitaram os lugares sagrados. O Sínodo de Brest foi realizado 1595 na República das Duas Nações, pelo qual uma grande parte do Ruthenian clero e as pessoas se reuniram para Roma.

### Canonizações e beatificações
Clemente VIII canonizou o Jacinto de Cracóvia (17 de abril de 1594), Juliano de Cuenca (18 de outubro de 1594) e Raimundo de Penaforte (1601). Ele beatificou 205 indivíduos, 200 deles mártires de grupo; indivíduos notáveis que ele nomeou como abençoado incluíram Carlos Borromeu.

### Consistórios
O papa criou 53 cardeais em seis consistórios durante seu pontificado; ele nomeou seus dois sobrinhos Pietro e Cinzio Passeri como cardeais. Entre os cardeais notáveis nomeados durante o seu reinado estavam Camillo Borghese (seu sucessor Papa Paulo V), além dos notáveis teólogos Roberto Belarmino e César Barônio.

## Relações exteriores

### Relações com a França e a Espanha

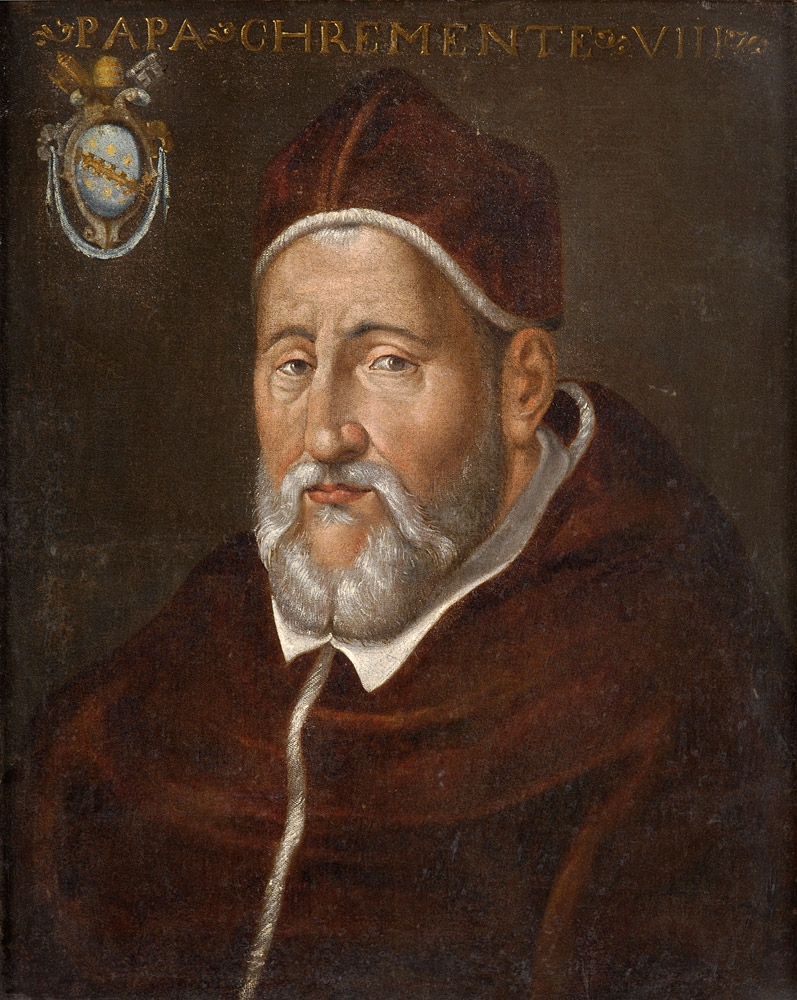
Clemente VIII

O evento mais marcante do reinado de Clemente VIII foi a reconciliação com a Igreja de Henrique IV de França (1589-1610), após longas negociações, realizadas com grande destreza pelo cardeal Arnaud d'Ossat, que resolveu a complicada situação na França. Henrique abraçou o catolicismo em 25 de julho de 1593. Após uma pausa para avaliar a sinceridade de Henrique IV, Clemente VIII enfrentou o descontentamento espanhol e, no outono de 1595, absolveu solenemente Henrique IV, pondo fim à guerra religiosa de trinta anos na França.
A amizade de Henrique IV foi de importância essencial para o papado dois anos depois, quando Afonso II d'Este, duque de Ferrara, morreu sem filhos (27 de outubro de 1597), e o papa resolveu anexar a fortaleza da família Este aos estados da Igreja. Embora a Espanha e o imperador Rudolfo II incentivassem o primo ilegítimo de Alfonso II, César d'Este, a resistir ao papa, eles foram impedidos de dar-lhe qualquer ajuda material pelas ameaças de Henrique IV, e um exército papal entrou em Ferrara quase sem oposição.
Em 1598 Clemente VIII ganhou mais crédito para o papado, trazendo sobre um tratado definitivo de paz entre Espanha e França na Paz de Vervins, este pôr fim a sua longa disputa, e ele negociou a paz entre a França e Savoy bem.

### Guerra longa
Em 1595, Clemente VIII iniciou uma aliança de potências cristãs europeias para participar da guerra com o Império Otomano, travado principalmente na Hungria, que ficaria conhecida como "Guerra Longa" e continuaria além da vida de Clemente. Facilitado pelo Papa, um tratado de aliança foi assinado em Praga pelo Imperador Rudolfo II e Sigismund Báthory da Transilvânia. Aarão, o Tirano, da Moldávia, e Michael, o Bravo da Valáquia, juntaram-se à aliança no final daquele ano. O próprio Clemente VIII prestou ao imperador assistência valiosa em homens e dinheiro.

## Políticas internas

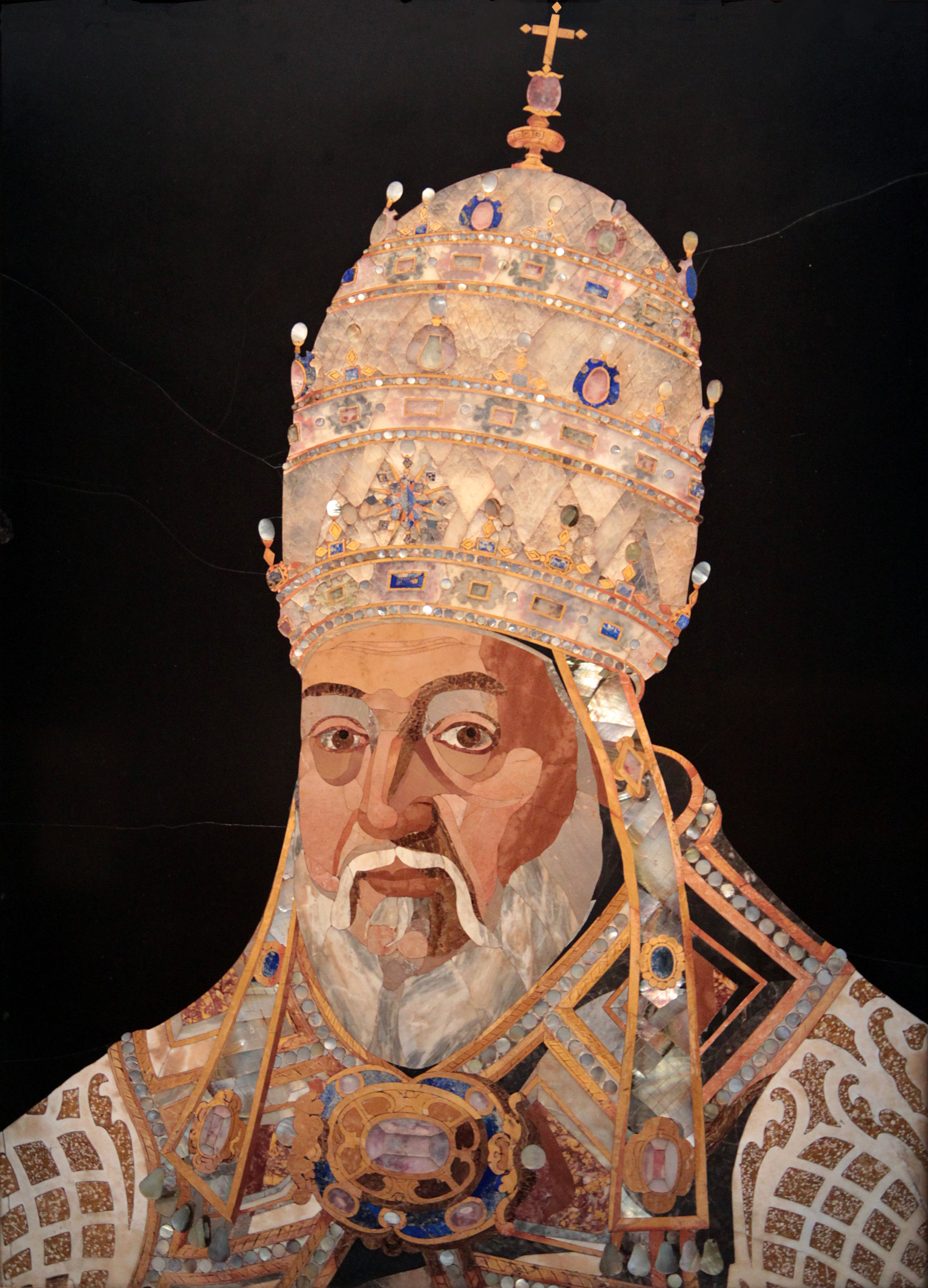
papa clemente VIII

### Aplicação da lei
Clemente VIII foi tão vigoroso quanto o Papa Sisto V (1585-1590) ao esmagar o banditismo nas províncias papais da Úmbria e Marche e punir a ilegalidade da nobreza romana. Após sua ascensão ao trono papal em 1592, ele imediatamente levou vários nobres encrenqueiros à morte. Entre eles, destacam-se Troio Savelli, descendente de uma poderosa família romana antiga, e a jovem e nobre Beatrice Cenci, que havia assassinado seu pai - provavelmente como consequência de seus repetidos abusos. O último caso provocou muitos pedidos de clemência - rejeitados pelo papa, que passou a propriedade confiscada de Cenci para sua própria família.
As maneiras estritas de Clemente também se referiam a questões filosóficas e religiosas. Em 1599, ele ordenou que o moleiro italiano Menocchio - que havia formado a crença de que Deus não era eterno, mas que ele mesmo fora criado do caos - fosse queimado na fogueira. Um caso mais famoso foi o julgamento por heresia de Giordano Bruno, que foi Morte na fogueira em 1600. O Papa Clemente VIII participou pessoalmente das fases finais do julgamento, convidando os cardeais encarregados do caso a prosseguir com o veredicto.

### Medidas antijudaicas
Clemente VIII reforçou as medidas contra os habitantes judeus de seus territórios. Em 1592, a bula papal Cum saepe proibiu a comunidade judaica do Comtat Venaissin de Avignon, um enclave papal, de vender novos produtos, colocando-os em desvantagem econômica. Em 1593, a bula Caeca et Obdurata reiterou o decreto do papa Pio V de 1569, que proibia os judeus de viverem nos estados papais fora das cidades de Roma, Ancona e Avignon. O principal efeito da bula foi despejar judeus que haviam retornado às áreas dos Estados Papais (principalmente Úmbria) após 1586 (após a expulsão em 1569) e expulsar comunidades judaicas de cidades como Bolonha (incorporada sob domínio papal desde 1569). A bula também alegou que judeus nos Estados papais haviam se envolvido em usura e explorado a hospitalidade dos antecessores de Clemente VIII "que, para levá-los das trevas ao conhecimento da verdadeira fé, consideravam oportuno usar a clemência. de piedade cristã para com eles "(aludindo a Christiana pietas). Com a bula Cum Hebraeorum malitia, alguns dias depois, Clemente VIII também proibiu a leitura do Talmude.

## Vida e morte posteriores

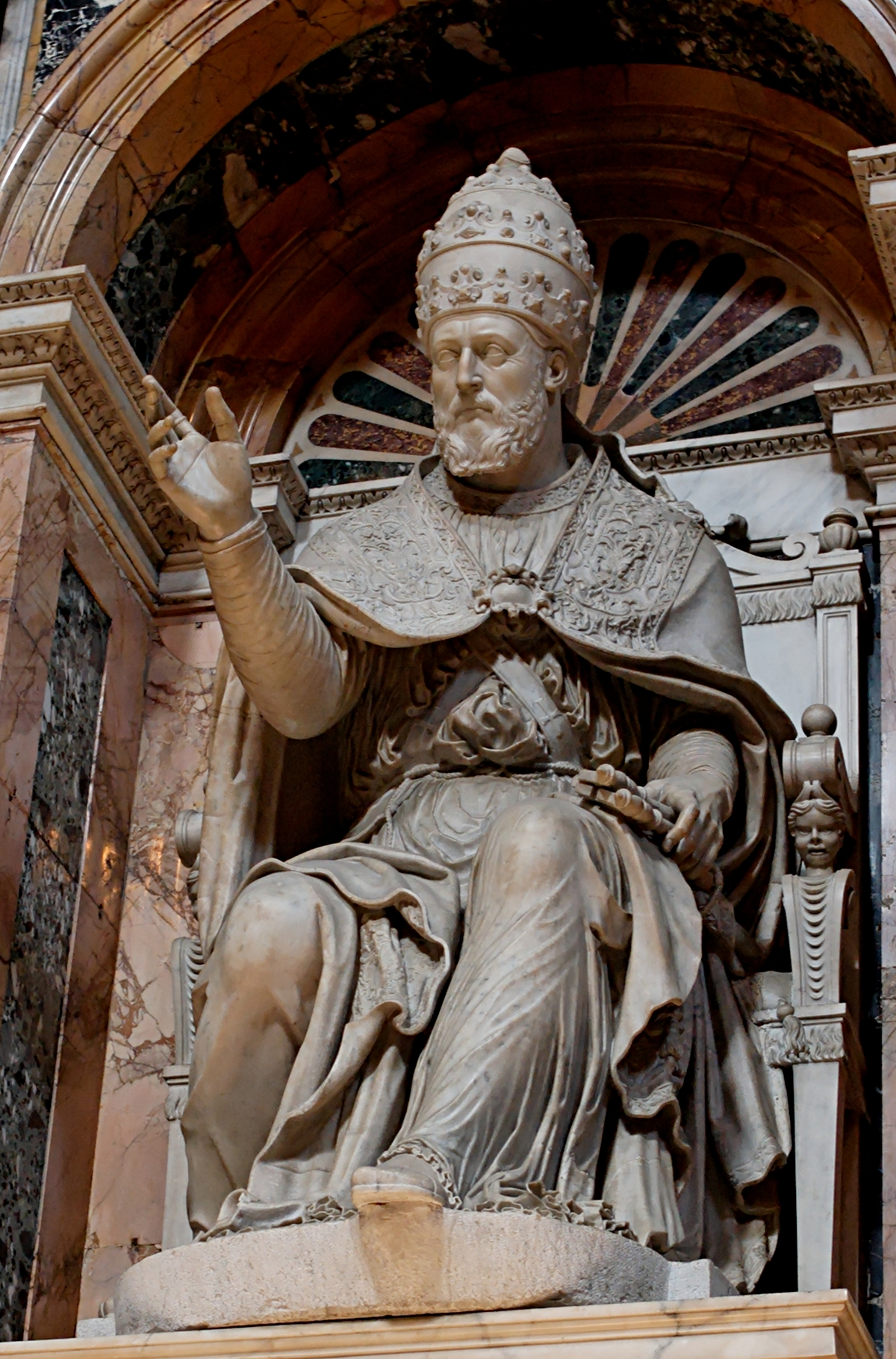
Estátua do Papa Clemente VIII na Basílica de Santa Maria Maggior

Clemente VIII foi atingido pela gota e foi forçado a passar grande parte de sua vida posterior imobilizado na cama. De repente, ele ficou doente em 10 de fevereiro de 1605 e sua condição deteriorou-se rapidamente nas próximas semanas. Ele morreu em 3 de março de 1605, por volta da meia-noite, deixando uma reputação de prudência, munificência, crueldade e capacidade de negociar. Clemente foi enterrado na Basílica de São Pedro, e mais tarde o Papa Paulo V (1605–21) mandou construir um mausoléu na Capela Borghese de Santa Maria Maggiore, para onde os restos foram transferidos em 1646.
Seu reinado é especialmente distinguido pelo número e beleza de suas medalhas. Clemente VIII fundou o Collegio Clementino para a educação dos filhos das classes mais ricas e aumentou o número de faculdades nacionais em Roma, abrindo o Pontifícia Universidade Escocesa para o treinamento de missionários na Escócia.

## Café
Os aficionados do café costumam afirmar que a disseminação de sua popularidade entre os católicos se deve à influência do papa Clemente VIII. Seus conselheiros foram pressionados a denunciar o café. No entanto, ao provar o café, o Papa Clemente VIII declarou que: "A bebida de Satanás é tão deliciosa que seria uma pena deixar que os infiéis tivessem uso exclusivo dela". Clemente alegadamente abençoou o café porque parecia melhor para as pessoas do que as bebidas alcoólicas. O ano frequentemente citado é 1600. Não está claro se essa é uma história verdadeira, mas pode ter sido divertida na época.